# گمینا پابیانگتسه
گمینا پابیانگتسه (به لهستانی:  Gmina Pabianice) یک گمینا در لهستان است که در شهرستان پابیانیتسه واقع شده‌است. گمینا پابیانگتسه ۸۸٫۵۷ کیلومتر مربع مساحت و ۵٬۷۰۱ نفر جمعیت دارد.